# Abdou Sidikou Issa
Abdou Sidikou Issa est un général de division, chef d'état-major des forces armées nigériennes, en poste depuis le 31 mars 2023 après avoir été nommé par le président Mohamed Bazoum. Il soutient cependant le coup d'État de 2023 au Niger contre le président Bazoum par le Conseil national pour la sauvegarde de la patrie pour, selon ses propres termes, « éviter un affrontement meurtrier »,,,.